# Copa Pan-Americana de Voleibol Feminino de 2004
O Copa Pan-Americana de Voleibol Feminino de 2004 foi a 3ª edição do torneio organizado pela União Pan-Americana de Voleibol (UPV), em parceria com a NORCECA e CSV, realizado no período de 17 a 27 de junho nas cidades mexicanas de Tijuana e Mexicali; competição que contou com a participação de dez equipes, serviu também como classificatório para edição do Grand Prix de Voleibol de 2005

## Seleções participantes
As seguintes seleções participaram da Copa Pan-Americana de Voleibol Feminino:
| Equipe               | Última participação |
| -------------------- | ------------------- |
| México               | (Sede), 8º em 2003  |
| Argentina            | 5º em 2002          |
| Brasil               | 4º em 2003          |
| Canadá               | 6º em 2003          |
| Costa Rica           | Estreante           |
| Cuba                 | 3º em 2003          |
| Guatemala            | Estreante           |
| Estados Unidos       | 1º em 2003          |
| Porto Rico           | 7º em 2003          |
| República Dominicana | 2º em 2003          |

## Formato da disputa
As doze seleções foram divididas proporcionalmente em Grupos A e B; em cada grupo as seleções se enfrentam entre si, e ao final dos confrontos a melhor equipe de cada grupo classifica-se automaticamente para as semifinais; já as segundas e terceiras posições disputaram as quartas de final (cruzamento olímpico).
As equipes posicionadas na quarta e quinta posição de cada grupo disputaram as classificações do quinto ao décimo segundo lugares.
Os perdedores das quartas de final disputaram as classificações do sétimo ao décimo lugares, já os  vencedores das quartas de final disputaram as semifinais e destes confrontos as melhores equipes fizeram a final e os perdedores a disputa do bronze.
A pontuação conforme regulamento da competição foi firmada da seguinte forma:
- Partida vencida = 2 pontos;
- Partida perdida = 1 ponto;
- Partida abandonada = 0 ponto.

Em caso de desempate, foram adotados os seguintes critérios:
1. Proporção entre pontos ganhos e pontos perdidos (razão de pontos).
2. Proporção entre os sets ganhos e os sets perdidos (relação Sets).
3. Se o empate persistir entre duas equipes, a prioridade é dada à equipe que venceu a última partida entre as equipes envolvidas.
4. Se o empate persistir entre três equipes ou mais, uma nova classificação será feita levando-se em conta apenas as partidas entre as equipes envolvidas.

## Fase classificatória
Classificação

## Grupo A
|     |                |     | Jogos | Jogos | Jogos | Resultados | Resultados | Resultados | Resultados | Resultados | Resultados | Sets | Sets | Sets  | Pontos | Pontos | Pontos |
| Pos | Equipe         | Pts | T     | V     | D     | 3–0        | 3–1        | 3–2        | 2–3        | 1–3        | 0–3        | V    | P    | R     | V      | P      | R      |
| --- | -------------- | --- | ----- | ----- | ----- | ---------- | ---------- | ---------- | ---------- | ---------- | ---------- | ---- | ---- | ----- | ------ | ------ | ------ |
| 1   | Cuba           | 12  | 4     | 4     | 0     | 4          | 0          | 0          | 0          | 0          | 0          | 12   | 0    | MAX   | 300    | 161    | 1.863  |
| 2   | Estados Unidos | 9   | 4     | 3     | 1     | 3          | 0          | 0          | 0          | 0          | 1          | 9    | 3    | 3,000 | 276    | 196    | 1.408  |
| 3   | Canadá         | 6   | 4     | 2     | 2     | 2          | 0          | 0          | 0          | 0          | 2          | 6    | 6    | 1,000 | 238    | 255    | 0.933  |
| 4   | Argentina      | 3   | 4     | 1     | 3     | 1          | 0          | 0          | 0          | 0          | 3          | 3    | 9    | 0.333 | 248    | 262    | 0.947  |
| 5   | Guatemala      | 0   | 4     | 0     | 4     | 0          | 0          | 0          | 0          | 0          | 4          | 0    | 12   | 0,000 | 136    | 300    | 0.453  |

Resultados
| 18 de junho de 2004 18ː00 Relatório | Estados Unidos | 3 — 0             | Guatemala | CAR, Tijuana Público: 835 |
| 18 de junho de 2004 18ː00 Relatório | 25             | Set 1 Set 2 Set 3 | 10 9 12   | CAR, Tijuana Público: 835 |

| 18 de junho de 2004 20ː00 Relatório | Cuba | 3 — 0             | Canadá   | CAR, Tijuana Público: 1050 |
| 18 de junho de 2004 20ː00 Relatório | 25   | Set 1 Set 2 Set 3 | 15 19 17 | CAR, Tijuana Público: 1050 |

| 19 de junho de 2004 18ː00 Relatório | Cuba | 3 — 0             | Argentina | CAR, Tijuana Público: 780 |
| 19 de junho de 2004 18ː00 Relatório | 25   | Set 1 Set 2 Set 3 | 21 15     | CAR, Tijuana Público: 780 |

| 19 de junho de 2004 20ː00 Relatório | Estados Unidos | 3 — 0             | Canadá   | CAR, Tijuana Público: 1210 |
| 19 de junho de 2004 20ː00 Relatório | 25             | Set 1 Set 2 Set 3 | 20 16 21 | CAR, Tijuana Público: 1210 |

| 20 de junho de 2004 18ː00 Relatório | Cuba | 3 — 0             | Guatemala | CAR, Tijuana Público: 320 |
| 20 de junho de 2004 18ː00 Relatório | 25   | Set 1 Set 2 Set 3 | 6 11 5    | CAR, Tijuana Público: 320 |

| 20 de junho de 2004 20ː00 Relatório | Argentina | 0 — 3             | Canadá | CAR, Tijuana Público: 975 |
| 20 de junho de 2004 20ː00 Relatório | 21 22 16  | Set 1 Set 2 Set 3 | 25     | CAR, Tijuana Público: 975 |

| 21 de junho de 2004 18ː00 Relatório | Guatemala | 0 — 3             | Canadá | CAR, Tijuana Público: 125 |
| 21 de junho de 2004 18ː00 Relatório | 13 19 14  | Set 1 Set 2 Set 3 | 25     | CAR, Tijuana Público: 125 |

| 21 de junho de 2004 20ː00 Relatório | Estados Unidos | 3 — 0             | Argentina | CAR, Tijuana Público: 438 |
| 21 de junho de 2004 20ː00 Relatório | 25             | Set 1 Set 2 Set 3 | 16 22 19  | CAR, Tijuana Público: 438 |

| 22 de junho de 2004 18ː00 Relatório | Argentina | 3 — 0             | Guatemala | CAR, Tijuana Público: 550 |
| 22 de junho de 2004 18ː00 Relatório | 25        | Set 1 Set 2 Set 3 | 13 10 14  | CAR, Tijuana Público: 550 |

| 22 de junho de 2004 20ː00 Relatório | Estados Unidos | 0 — 3             | Cuba | CAR, Tijuana Público: 1500 |
| 22 de junho de 2004 20ː00 Relatório | 17 19 15       | Set 1 Set 2 Set 3 | 25   | CAR, Tijuana Público: 1500 |

## Grupo B
|     |                      |     | Jogos | Jogos | Jogos | Resultados | Resultados | Resultados | Resultados | Resultados | Resultados | Sets | Sets | Sets  | Pontos | Pontos | Pontos |
| Pos | Equipe               | Pts | T     | V     | D     | 3–0        | 3–1        | 3–2        | 2–3        | 1–3        | 0–3        | V    | P    | R     | V      | P      | R      |
| --- | -------------------- | --- | ----- | ----- | ----- | ---------- | ---------- | ---------- | ---------- | ---------- | ---------- | ---- | ---- | ----- | ------ | ------ | ------ |
| 1   | República Dominicana | 9   | 4     | 3     | 1     | 2          | 1          | 0          | 0          | 1          | 0          | 10   | 4    | 2.500 | 329    | 273    | 1.205  |
| 2   | Brasil               | 9   | 4     | 3     | 1     | 2          | 1          | 0          | 0          | 1          | 0          | 10   | 4    | 2.500 | 333    | 281    | 1.185  |
| 3   | Porto Rico           | 9   | 4     | 3     | 1     | 2          | 1          | 0          | 0          | 1          | 0          | 10   | 4    | 2.500 | 328    | 282    | 1.163  |
| 4   | México               | 3   | 4     | 1     | 3     | 1          | 0          | 0          | 0          | 0          | 3          | 3    | 9    | 0.333 | 255    | 270    | 0.944  |
| 5   | Costa Rica           | 0   | 4     | 0     | 4     | 0          | 0          | 0          | 0          | 0          | 4          | 0    | 12   | 0,000 | 161    | 300    | 0.537  |

Resultados
| 18 de junho de 2004 Relatório | Porto Rico  | 1 — 3                   | República Dominicana | Auditorio del Estado, Mexicali Público: 1100 |
| 18 de junho de 2004 Relatório | 18 17 25 23 | Set 1 Set 2 Set 3 Set 4 | 25 18 25             | Auditorio del Estado, Mexicali Público: 1100 |

| 18 de junho de 2004 Relatório | México | 3 — 0             | Costa Rica | Auditorio del Estado, Mexicali Público: 1500 |
| 18 de junho de 2004 Relatório | 25     | Set 1 Set 2 Set 3 | 11 9 19    | Auditorio del Estado, Mexicali Público: 1500 |

| 19 de junho de 2004 Relatório | República Dominicana | 1 — 3                   | Brasil | Auditorio del Estado, Mexicali Público: 1000 |
| 19 de junho de 2004 Relatório | 25 17 21 23          | Set 1 Set 2 Set 3 Set 4 | 21 25  | Auditorio del Estado, Mexicali Público: 1000 |

| 19 de junho de 2004 Relatório | México | 0 — 3             | Porto Rico | Auditorio del Estado, Mexicali Público: 1500 |
| 19 de junho de 2004 Relatório | 25 21  | Set 1 Set 2 Set 3 | 27 25      | Auditorio del Estado, Mexicali Público: 1500 |

| 20 de junho de 2004 Relatório | Porto Rico | 3 — 0             | Costa Rica | Auditorio del Estado, Mexicali Público: 800 |
| 20 de junho de 2004 Relatório | 25         | Set 1 Set 2 Set 3 | 14 11      | Auditorio del Estado, Mexicali Público: 800 |

| 20 de junho de 2004 Relatório | México   | 0 — 3             | Brasil | Auditorio del Estado, Mexicali Público: 1200 |
| 20 de junho de 2004 Relatório | 27 13 20 | Set 1 Set 2 Set 3 | 29 25  | Auditorio del Estado, Mexicali Público: 1200 |

| 21 de junho de 2004 Relatório | República Dominicana | 3 — 0             | Costa Rica | Auditorio del Estado, Mexicali Público: 600 |
| 21 de junho de 2004 Relatório | 25                   | Set 1 Set 2 Set 3 | 7 22 12    | Auditorio del Estado, Mexicali Público: 600 |

| 21 de junho de 2004 Relatório | Brasil   | 1 — 3                   | Porto Rico | Auditorio del Estado, Mexicali Público: 1100 |
| 21 de junho de 2004 Relatório | 25 20 19 | Set 1 Set 2 Set 3 Set 4 | 18 25      | Auditorio del Estado, Mexicali Público: 1100 |

| 22 de junho de 2004 Relatório | Costa Rica | 0 — 3             | Brasil | Auditorio del Estado, Mexicali Público: 600 |
| 22 de junho de 2004 Relatório | 12 10 20   | Set 1 Set 2 Set 3 | 25     | Auditorio del Estado, Mexicali Público: 600 |

| 22 de junho de 2004 Relatório | México   | 0 — 3             | República Dominicana | Auditorio del Estado, Mexicali Público: 1500 |
| 22 de junho de 2004 Relatório | 21 18 14 | Set 1 Set 2 Set 3 | 25                   | Auditorio del Estado, Mexicali Público: 1500 |

## Fase final

### Chaveamento final
|  | Semifinais           | Semifinais        |   |                   | Final                | Final |  |
|  |                      |                   |   |                   |                      |       |  |
|  | 25 de junho-18ː00    |                   |   |                   |                      |       |  |
|  | Cuba                 | 3                 |   |                   |                      |       |  |
|  | Brasil               | 0                 |   |                   |                      |       |  |
|  |                      |                   |   |                   |                      |       |  |
|  |                      |                   |   |                   | 26 de junho-20ː00    |       |  |
|  |                      |                   |   |                   | Cuba                 | 3     |  |
|  |                      | Estados Unidos    | 1 |                   |                      |       |  |
|  |                      |                   |   |                   |                      |       |  |
|  |                      |                   |   |                   |                      |       |  |
|  |                      |                   |   |                   | Terceiro lugar       |       |  |
|  | 25 de junho-20ː00    | 25 de junho-20ː00 |   | 26 de junho-18ː00 | 26 de junho-18ː00    |       |  |
|  | República Dominicana | 1                 |   | Brasil            | 2                    |       |  |
|  | Estados Unidos       | 3                 |   |                   | República Dominicana | 3     |  |

## Nono lugar
Resultado
| 24 de junho de 2004 14:00 Relatório | Costa Rica | 3 — 0             | Guatemala | CAR, Tijuana Público: 225 |
| 24 de junho de 2004 14:00 Relatório | 25         | Set 1 Set 2 Set 3 | 15 19 20  | CAR, Tijuana Público: 225 |

## Sétimo lugar
Resultado
| 24 de junho de 2004 16ː00 Relatório | México         | 3 — 2                         | Argentina      | CAR, Tijuana Público: 365 |
| 24 de junho de 2004 16ː00 Relatório | 20 29 23 25 15 | Set 1 Set 2 Set 3 Set 4 Set 5 | 25 27 25 17 10 | CAR, Tijuana Público: 365 |

## Quartas de final
| 24 de junho de 2004 18:00 Relatório | Porto Rico | 0 — 3             | Estados Unidos | Auditorio del Estado, Mexicali Público: 1400 |
| 24 de junho de 2004 18:00 Relatório | 28 15 17   | Set 1 Set 2 Set 3 | 30 25          | Auditorio del Estado, Mexicali Público: 1400 |

| 24 de junho de 2004 20:00 Relatório | Brasil | 3 — 1             | Canadá      | Auditorio del Estado, Mexicali Público: 1185 |
| 24 de junho de 2004 20:00 Relatório | 23 25  | Set 1 Set 2 Set 3 | 25 14 20 13 | Auditorio del Estado, Mexicali Público: 1185 |

## Quinto lugar
Resultado
| 25 de junho de 2004 16:00 Relatório | Porto Rico | 0 — 3             | Canadá | CAR, Tijuana Público: 550 |
| 25 de junho de 2004 16:00 Relatório | 16 19      | Set 1 Set 2 Set 3 | 25     | CAR, Tijuana Público: 550 |

## Semifinais
Resultados
| 25 de junho de 2004 20:00 Relatório | Cuba | 3 — 0             | Brasil   | CAR, Tijuana Público: 800 |
| 25 de junho de 2004 20:00 Relatório | 25   | Set 1 Set 2 Set 3 | 19 11 10 | CAR, Tijuana Público: 800 |

| 25 de junho de 2004 20:00 Relatório | República Dominicana | 1 — 3             | Estados Unidos | Auditorio del Estado, Mexicali Público: 1500 |
| 25 de junho de 2004 20:00 Relatório | 16 28 18 21          | Set 1 Set 2 Set 3 | 25 26 25       | Auditorio del Estado, Mexicali Público: 1500 |

## Terceiro lugar
Resultado
| 26 de junho de 2004 18ː00 Relatório | República Dominicana | 3 — 2                         | Brasil         | CAR, Tijuana Público: 2000 |
| 26 de junho de 2004 18ː00 Relatório | 26 20 25 15          | Set 1 Set 2 Set 3 Set 4 Set 5 | 28 25 19 15 13 | CAR, Tijuana Público: 2000 |

## Final lugar
Resultado
| 26 de junho de 2004 20:00 Relatório | Cuba  | 1 — 3             | Estados Unidos | Auditorio del Estado, Mexicali Público: 4000 |
| 26 de junho de 2004 20:00 Relatório | 24 25 | Set 1 Set 2 Set 3 | 26 19 20 17    | Auditorio del Estado, Mexicali Público: 4000 |